# Università di Leoben
L'Università montana di Leoben (in tedesco: Montanuniversität Leoben; abbreviata in MU Leoben, Montanuni, MUL), anche citata semplicemente come Università di Leoben è un'università tecnica austriaca situata a Leoben, nella Stiria. L'università è specializzata in studi correlati alla geologia delle montagne e nelle ricerche sull'industria mineraria.

## Storia
L'Università montana di Leoben fu fondata il 4 novembre 1840 dall'arciduca Giovanni a Vordernberg come "Steiermärkisch-Ständische Montanlehranstalt". Uno dei primi insegnanti e primo direttore fu lo specialista minerario Peter Tunner. Questo riuscì a gestire il passaggio a università statale e il trasferimento alla vicina città di Leoben in cui le attività didattiche iniziarono il 1º novembre 1849.
Nel 1904 un decreto imperiale ribattezzò l'istituto "Montanistische Hochschule" e la equiparazione alle altre technischen Hochschulen (scuole superiori tecniche). Nel 1934 avvenne la fusione organizzativa con l'Università tecnica di Graz, che tuttavia ebbe un calo nei risultati dei numeri di studenti. Fu quindi cancellata nel 1937. [5] Dal 1955, i tradizionali campi di studio minerario e metallurgico furono integrati da altri argomenti. Nel 1975, sulla base della legge sull'organizzazione universitaria l'istituto fu ribattezzato "Montanuniversität Leoben (MUL)".

## Organizzazione
L'università è organizzata in 11 dipartimenti e 4 istituti: 
- Dipartimento di Chimica generale, analitica e fisica
- Dipartimento di Scienze geologiche e geofisiche applicate
- Dipartimento di Scienza e ingegneria dei polimeri
- Dipartimento di Fisica dei materiali
- Dipartimento di Matematica e Tecnologia dell'informazione
- Dipartimento di Metallurgia fisica e test dei materiali
- Dipartimento di Metallurgia
- Dipartimento di Risorse minerarie e ingegneria del petrolio
- Dipartimento di Ingegneria del prodotto
- Dipartimento di Ingegneria ambientale e del processamento dell'energia
- Dipartimento di Economia e Business Administration

- Istituto di Ingegneria elettrica
- Istituto di Meccanica
- Istituto di Fisica
- Istituto di Ceramiche